# Двенадцать (поэма)
«Двена́дцать» — поэма Александра Блока об Октябрьской революции, одна из признанных вершин его творчества и русской поэзии в целом.

## Сюжет
Первая глава представляет собой типическую экспозицию (завязку) сюжета — заснеженные улицы революционной России зимой 1917—1918. Кратко и ёмко набросаны портреты нескольких прохожих — вот священник, вот богатая женщина в каракуле, старухи… По улицам замёрзшего города идёт отряд из двенадцати красногвардейцев. Патрульные обсуждают своего бывшего товарища Ваньку, бросившего дело революции ради кабаков и сошедшегося с бывшей проституткой Катькой, а также поют песню о службе в Красной гвардии. Неожиданно отряд сталкивается с повозкой, на которой едут Ванька с Катькой. Красногвардейцы нападают на сани; извозчику удаётся выскочить из-под огня, но Катька погибает от выстрела одного из двенадцати. Убивший её боец Петруха печалится, но товарищи не осуждают его за это. Патруль идёт дальше, держа революционный шаг. За ними увязывается шелудивый пёс, но его отгоняют штыками. Затем бойцы видят впереди неясную фигуру — впереди них идёт Иисус Христос.

«Двенадцать» — какие бы они ни были — это лучшее, что я написал. Потому что я тогда жил современностью. Это продолжалось до весны 1918 года. А когда началась Красная Армия и социалистическое строительство (он как будто поставил в кавычки эти последние слова), я больше не мог. И с тех пор не пишу.— Георгий Петрович Блок, «Воспоминания о Блоке».
Говоря словами Блока, «Двенадцать» сосредоточили в себе всю «электрическую» силу, которой был перенасыщен воздух Октября. (Товарищ, винтовку держи, не трусь! Пальнём-ка пулей в Святую Русь…).

## Символика
Поэма заканчивается именем Иисуса Христа, который идёт впереди двенадцати красноармейцев (их количество совпадает с числом апостолов). Корней Чуковский писал в статье «Александр Блок как человек и поэт»:

Гумилёв сказал, что конец поэмы «Двенадцать» (то место, где является Христос) кажется ему искусственно приклеенным, что внезапное появление Христа есть чисто литературный эффект. Блок слушал, как всегда, не меняя лица, но по окончании лекции сказал задумчиво и осторожно, словно к чему-то прислушиваясь:

— Мне тоже не нравится конец «Двенадцати». Я хотел бы, чтобы этот конец был иной. Когда я кончил, я сам удивился: почему Христос? Но чем больше я вглядывался, тем яснее я видел Христа. И тогда же я записал у себя: к сожалению, Христос.
Неудивительно, что именно Блоку, всегда пронзительно чувствовавшему Петербург как чужой и враждебный человеку город, удалось создать потрясающую картину послереволюционной, вставшей на дыбы столицы. Петроград в «Двенадцати» показан в серии импрессионистских картин-зарисовок: хлёсткий ветер раскачивает огромные политические плакаты, снег, гололедица, стрельба и грабежи на улицах. Несмотря на мистический образ Христа, всё это выглядело весьма натуралистично, а местами даже подчёркнуто грубо и вульгарно. Потому произведение Блока подняли на щит и сторонники, и противники нового режима. Некоторые видели в «Двенадцати» карикатуру на разбойников-большевиков. Других шокировало, что у Блока красногвардейцев-уголовников по Петрограду ведёт сам Христос. Один писатель в письме своему приятелю недоумевал: «А вот и я, и многие миллионы людей сейчас видят что-то совсем другое, совсем не то, чему учил Христос. Так с какой же стати ему вести эту банду? Увидишь Блока — спроси его об этом».

«…Александр Блок не мог разгадать своих „Двенадцати“. Моя формула Блока: „канонизация форм цыганского романса“ — признавалась, или не оспаривалась, им.
В „Двенадцати“ Блок пошёл от куплетистов и уличного говора. И, закончив вещь, приписал к ней Христа.
Христос для многих из нас неприемлем, но для Блока это было слово с содержанием. С некоторым удивлением он сам относился к концу этой поэмы, но всегда настаивал, что именно так получилось. Вещь имеет как бы эпиграф сзади, она разгадывается в конце — неожиданно.»— Виктор Шкловский, Гамбургский счёт: Статьи, воспоминания, эссе (1914—1933).
Иван Бунин, присутствуя на собрании, которое московские писатели устроили для чтения и разбора «Двенадцати», выступил:

…А затем произошла «Великая октябрьская революция», большевики посадили в ту же крепость уже министров Временного Правительства, двух из них (Шингарёва и Кокошкина) даже убили, без всяких допросов, и Блок перешёл к большевикам, стал личным секретарём Луначарского, после чего написал брошюру «Интеллигенция и Революция», стал требовать: «Слушайте, слушайте музыку революции!» и сочинил «Двенадцать», написав в своём дневнике для потомства очень жалкую выдумку: будто он сочинял «Двенадцать» как бы в трансе, «всё время слыша какие-то шумы — шумы падения старого мира».
…
Не странно ли вам, что в такие дни Блок кричит на нас: «Слушайте, слушайте музыку революции!» и сочиняет «Двенадцать», а в своей брошюре «Интеллигенция и Революция» уверяет нас, что русский народ был совершенно прав, когда в прошлом октябре стрелял по соборам в Кремле, доказывая эту правоту такой ужасающей ложью на русских священнослужителей, которой я просто не знаю равной: «В этих соборах, говорит он, толстопузый поп целые столетия водкой торговал, икая».
…
Почему Святая Русь оказалась у Блока избяной да ещё и толстозадой? Очевидно, потому, что большевики, лютые враги народников, все свои революционные планы и надежды поставившие не на деревню, не на крестьянство, а на подонки пролетариата, на кабацкую голь, на босяков, на всех тех, кого Ленин пленил полным разрешением «грабить награбленное». И вот Блок пошло издевается над этой избяной Русью, над Учредительным Собранием, которое они обещали народу до октября, но разогнали, захватив власть, над «буржуем», над обывателем, над священником.
…
«Двенадцать» есть набор стишков, частушек, то будто бы трагических, то плясовых, а в общем претендующих быть чем-то в высшей степени русским, народным. И всё это прежде всего чертовски скучно бесконечной болтливостью и однообразием всё одного и того же разнообразия, надоедает несметным ай, ай, эх, эх, ах, ах, ой, тратата, трахтахтах… Блок задумал воспроизвести народный язык, народные чувства, но вышло нечто совершенно лубочное, неумелое, сверх всякой меры вульгарное.
…

А «под занавес» Блок дурачит публику уж совсем галиматьёй, сказал я в заключение. Увлёкшись Катькой, Блок совсем забыл свой первоначальный замысел «пальнуть в Святую Русь» и «пальнул» в Катьку, так что история с ней, с Ванькой, с лихачами оказалась главным содержанием «Двенадцати». Блок опомнился только под конец своей «поэмы» и, чтобы поправиться, понёс что попало: тут опять «державный шаг» и какой-то голодный пёс — опять пёс! — и патологическое кощунство: какой-то сладкий Иисусик, пляшущий (с кровавым флагом, а вместе с тем в белом венчике из роз) впереди этих скотов, грабителей и убийц.—  (Иван Алексеевич Бунин. Окаянные дни (сборник). Циклы рассказов «Под Серпом и Молотом».Молодая гвардия, 1991)

## История создания
Поэма была написана А. Блоком в январе 1918 года, почти через год после Февральской революции, через два месяца после Октябрьской революции.
Поэма была сочинена в послереволюционном Петрограде, в состоянии лихорадочного подъёма, всего за несколько дней, и на её окончательную доработку понадобился лишь один месяц. Закончив текст поэмы в черновом варианте, непосредственно после легендарной финальной фразы «…в белом венчике из роз — впереди — Исус Христос…», Блок оставляет несколько сумбурную, но очень показательную реплику в своей записной книжке 1918 года, полностью посвящённой периоду поэмы «Двенадцать»:

Страшный шум, возрастающий во мне и вокруг. Этот шум слышал Гоголь (чтобы заглушить его — призывы к семейному порядку и православию)…
Сегодня я — гений.— А. А. Блок. Записные книжки. 29 января 1918.
Необходимо, по возможности, чётко представлять себе, в какой обстановке создавалось это произведение, необыкновенное и для Блока, и для всей русской поэзии. Прошло всего два месяца после Октябрьской революции, и меньше года — после всеобщей эйфории буржуазной Февральской революции. Резкий духовный подъём и вместе с тем — усталость после двух лет, проведённых на фронте. Пронизывающий зимний холод и начинающаяся разруха, расправы и разбой на улицах столицы, и тревога перед наступающими на Петроград немецкими войсками.

…Я задал вопрос о том, как была написана поэма Двенадцать, и Александр Александрович охотно рассказал:
— Поэма писалась довольно быстро. Стояли необыкновенные вьюжные дни. Сначала были написаны отдельные строфы, но не в том порядке, в каком они оказались в окончательной редакции.
Блок тут же достал черновую рукопись. Я заметил, что в ней мало зачёркнутых строк, а на полях написаны варианты.

— Слова «Шоколад Миньон жрала» принадлежат Любови Дмитриевне, — сообщил Блок. — У меня было «Юбкой улицу мела», а юбки теперь носят короткие.— Самуил Алянский. «Воспоминания о Блоке».
3 марта по новому стилю поэма «Двенадцать» была опубликована, что показательно, в газете левых эсеров «Знамя труда», а в мае впервые вышла отдельной книгой. Вот что писал о тонком внутреннем настрое Блока художник Юрий Анненков, первый иллюстратор поэмы «Двенадцать», весьма тесно общавшийся с поэтом именно в этот год:

…В 1917—18 годах Блок, несомненно, был захвачен стихийной стороной революции. «Мировой пожар» казался ему целью, а не этапом. Мировой пожар не был для Блока даже символом разрушения: это был «мировой оркестр народной души». Уличные самосуды представлялись ему более оправданными, чем судебное разбирательство. «Ураган, неизменный спутник переворотов». И снова, и всегда — Музыка. «Музыка» с большой буквы. «Те, кто исполнен музыкой, услышат вздох всеобщей души, если не сегодня, то завтра», — говорил Блок ещё в 1909 году. В 1917 году Блоку почудилось, что он её услышал. В 1918-м, повторив, что «дух есть музыка», Блок говорил, что «революция есть музыка, которую имеющий уши должен услышать», и заверял интеллигенцию: «Всем телом, всем сердцем, всем сознанием — слушайте революцию». Эта фраза была ровесницей поэмы «Двенадцать».— Ю. П. Анненков «Воспоминания о Блоке».
Блок рассказывал, что начал писать «Двенадцать» с середины, со слов: «Уж я ножичком полосну, полосну!», затем перешёл к началу и разом написал первые восемь песен поэмы. Числовая символика тоже возникла с самого начала. О том, что красногвардейские патрули на самом деле состояли из 12 человек, говорят и документы, и мемуары (в частности, книга Джона Рида). В черновике поэмы есть пометка Блока: «Двенадцать (человек и стихотворений)». Из другой пометки видно, что Блок вспомнил и поэму Некрасова об атамане Кудеяре и его двенадцати разбойниках. В записных книжках того периода Блок пишет: «Барышня за стеной поёт. Сволочь подпевает ей… Это слабая тень, последний отголосок ликования буржуазии». «Жильцы дома продолжают шипеть, трусить и нашёптывать слухи…» «Значит, буржуев будут резать?». Позже, Блок писал в своих мемуарах:

…В январе 1918 года я в последний раз отдался стихии не менее слепо, чем в январе девятьсот седьмого или в марте девятьсот четырнадцатого. Оттого я и не отрекаюсь от написанного тогда, что оно было писано в согласии со стихией (с тем звуком органическим, которого он был выразителем всю жизнь), например, во время и после окончания «Двенадцати» я несколько дней ощущал физически, слухом, большой шум вокруг — шум слитный (вероятно шум от крушения старого мира). Поэтому те, кто видит в «Двенадцати» политические стихи, или очень слепы к искусству, или сидят по уши в политической грязи, или одержимы большой злобой,— будь они враги или друзья моей поэмы.— Александр Блок. «Поздние статьи».
В апреле 1920 года Блок добавляет эти слова, полные внутренней борьбы и сомнения: «Оттого я и не отрекаюсь от написанного тогда, что оно было написано в согласии со стихией…» Тем не менее, через год, в предсмертном бреду Блок требовал от своей жены обещания сжечь и уничтожить все до единого экземпляры поэмы «Двенадцать». Это было напрямую связано с той эволюцией в отношении Блока к революции и большевикам, которую он прошёл после создания поэмы.

## Критика и отзывы
Сразу же после публикации и первых концертов поэма была принята в штыки большинством представителей русской интеллигенции. Многие из бывших поклонников и даже друзей Блока порвали с ним всякие отношения, что объясняется напряжённой атмосферой (особенно в первые зимние месяцы) после Октябрьской Революции. На одном из митингов, организованных с целью поддержки политических заключённых, жертв большевистского террора, прошедшем под заглавием «Утро о России», Ахматова читала своё старое, печально знаменитое стихотворение «Молитва», в новых условиях получившее ещё более зловещий, мистический оттенок. Выступала она в окружении своих друзей: в том же антибольшевистском концерте танцевала Ольга Судейкина, и играл на рояле Артур Лурье. Блок на это собрание не пошёл. Позже ему рассказали, что публика на этом концерте кричала в его адрес: «Изменник!».
Показательно, что Ахматова также отказалась участвовать в другом литературном вечере, когда узнала, что в той же программе Любовь Дмитриевна будет декламировать «Двенадцать». Все эти события глубоко ранят Блока, он ясно видит, что оказался не понятым и в изоляции, а враждебное кольцо вокруг него сужается. Его краткие записи об этом делаются в точном и сухом телеграфном стиле. Он как бы регистрирует происходящее вокруг себя и своей поэмы:

Вечер «Арзамаса» в Тенишевском училище. Люба читает «Двенадцать». От участия в вечере — отказались — Пяст, Ахматова и Сологуб.— А. А. Блок. Записные книжки. 13 мая 1918.
Гумилёв в своём кругу утверждал, что Блок, написав «Двенадцать», послужил «делу Антихриста» — «вторично распял Христа и ещё раз расстрелял Государя». Всеволод Ива́нов в своих воспоминаниях пишет о своей встрече за чашкой чая с адмиралом Колчаком и передал его слова. «Горький и, в особенности Блок, талантливы. Очень, очень талантливы… И всё же обоих, когда возьмём Москву, придётся повесить…». Одновременно с крайним неприятием белой гвардии поэма «Двенадцать» не получила однозначного одобрения и со стороны новых властей, которые первое время вызывали горячее сочувствие самого Блока.

…О. Д. Каменева (комиссар Театрального отдела) сказала Любе: «Стихи Александра Александровича („Двенадцать“) — очень талантливое, почти гениальное изображение действительности. Анатолий Васильевич (Луначарский) будет о них писать, но читать их — не надо (вслух), потому что в них восхваляется то, чего мы, старые социалисты, больше всего боимся».
Марксисты — самые умные критики, и большинство правы, опасаясь «Двенадцати». Но… «трагедия» художника остаётся трагедией. Кроме того:
Если бы в России существовало действительное духовенство, а не только сословие нравственно тупых людей духовного звания, оно бы давно «учло» то обстоятельство, что «Христос с красногвардейцами». Едва ли можно оспорить эту истину, простую для людей, читавших Евангелие и думавших о нём…— А. А. Блок. Записные книжки. 9 марта 1918.
Из людей, близких Блоку, приняли и поддержали его единицы. Среди них: Мейерхольд, академик С. Ф. Ольденбург, Ремизов и Есенин. Читая «Двенадцать», даже его близкие и старые друзья испытывали удивление, испуг и даже полное неприятие позиции поэта: столь неожиданной и полностью выпадающей из своего окружения она была. Не раз Блок слышал от них не только предостережения — но и прямое осуждение своему политическому «левому уклону».
Но даже с чисто творческой точки зрения это яркое и в целом недопонятое произведение сразу же встало особняком в русской литературе Серебряного века. Ключ к реальному пониманию поэмы можно найти в творчестве известного шансонье и поэта М. Н. Савоярова, концерты которого Блок посещал десятки раз в 1915—1920 годах и творчество высоко ценил. По всей вероятности, Блок испытал довольно сильное влияние эксцентрического стиля Савоярова, которое более всего сказалось в его послереволюционном творчестве. Так, по мнению Виктора Шкловского, поэму «Двенадцать» все дружно осудили, и мало кто понял именно потому, что самого́ Блока и его поэзию слишком привыкли принимать всерьёз и только всерьёз. В «Двенадцати», этом жанровом оттиске, сделанном поэтом с полуразрушенного революционного Петрограда, который Шкловский ставил рядом с «Медным всадником» Пушкина, словно бы внезапно зазвучали совершенно новые для Блока интонации и мотивы. Одним из первых это почувствовал и затем определил тот же Виктор Шкловский:
«Двенадцать» — ироническая вещь. Она написана даже не частушечным стилем, она сделана «блатным» стилем. Стилем уличного куплета вроде савояровских.
В своей статье Шкловский (по гамбургскому счёту) имел в виду Михаила Савоярова, едва ли не самого популярного в те годы петроградского шансонье, довольно часто (хотя и не всегда) выступавшего в так называемом «рваном жанре». До неузнаваемости загримировавшись под бродягу-босяка, Савояров выходил на сцену в стилизованном наряде типичного уголовника (само по себе слово «босяк» имело тогда именно такое значение). Известный российский, а позднее американский балетмейстер Джордж Баланчин навсегда запомнил, как Савояров пел и гротескно играл знаменитые куплеты «Алёша, ша, возьми полтоном ниже, брось арапа заправлять».
…Но не только сам текст и образный ряд стихов в представлении самого Блока был связан с «пониженным» и эксцентрическим савояровским стилем. По его мнению, и само чтение вслух (или артистическая декламация) должна была сопровождаться соответствующими тексту интонациями и мимическими эффектами. М. А. Бекетова в своих посмертных воспоминаниях о Блоке писала, что «его любимцами были два талантливых куплетиста — Савояров и Ариадна Горькая», которых поэт «совершенно серьёзно считал <...> самыми талантливыми артистами в Петербурге», многократно бывая на их концертах сам и показывая на примере их исполнения Любови Дмитриевне «как надо читать <поэму> Двенадцать». Для Блока искусство Савоярова было настоящим, живым, непосредственным и сильным. «Оттого оно так и нравилось Александру Александровичу».
Сразу после публикации поэмы, в марте 1918 года, в период активных чтений, обсуждений и премьерной подготовки жена Блока, Любовь Дмитриевна, репетировала поэму «Двенадцать» для декламаций на литературных вечерах и концертах. Не следует забывать, в какой обстановке холодного, полуразрушенного революцией города происходили эти чтения… Именно в это время Блок специально приводил Любовь Дмитриевну на савояровские концерты, чтобы показать, каким именно образом и с какой интонацией следует читать эти стихи, совсем не так, как читали его поэзию прежде. Многократно он подчёркивает важность этого вопроса, чтобы образы и интонации поэмы были если и не буквально поняты, то хотя бы точно произнесены и доведены до уха слушателя в том виде, как они звучали внутри его собственного сознания. Именно этим временем датирована одна из характерных и показательных по настроению записей, сделанных Блоком в своих дневниках.

…Люба, наконец, увидала Савоярова, который сейчас гастролирует в «миниатюре» рядом с нами. — Зачем измерять унциями дарования александринцев, играющих всегда после обеда и перед ужином, когда есть действительное искусство в «миниатюрах»…

Ещё один кол в горло буржуям, которые не имеют представления, что под боком.— А. А.Блок. Записные книжки. 20 марта 1918.
Сам Блок «Двенадцать» почти никогда не читал, и читать не умел. Как правило, с чтением поэмы выступала его жена. Впрочем, если верить почти единодушным отзывам слушавших «Двенадцать» в исполнении Любови Дмитриевны, читала она весьма нелепо, то и дело преувеличивая и впадая в дурную театральщину. Крупная женщина с массивными руками, обнажёнными почти до самых плеч, даже на сцене она казалась громоздкой. И тем более нелепым выглядело как она, резко выкрикивая и жестикулируя, металась по эстраде, то садясь на стоявший тут же стул, то снова вскакивая с него. Некоторым наблюдавшим казалось, что и самому Блоку слушать Любовь Дмитриевну было досадно и неприятно. Навряд ли это на самом деле было так, поскольку Блок постоянно советовал и даже показывал ей, как именно следовало бы читать поэму. Для этого он и водил Любовь Дмитриевну на концерты грубоватого куплетиста Савоярова. Судя по всему, Блок полагал, что читать «Двенадцать» нужно именно в той жёсткой эксцентричной манере, как это делал Савояров, выступая в амплуа питерского уголовника (или босяка). Однако сам Блок в таком хара́ктерном образе читать не умел и не научился. Для такого результата ему пришлось бы самому стать, как он выразился, «эстрадным поэтом-куплетистом».
Среди стихов поэмы также часто чувствуются интонации и даже прямые цитаты «жестокого романса» (Идут без имени святого Все двенадцать — вдаль. Ко всему готовы, Ничего не жаль…) Во время написания поэмы Блок перечитывал «Фауста» и сквозь строки «Двенадцати» иногда просвечивают образы Гёте. Подобранный на дороге Фаустом чёрный пудель, из которого вышел на свет Мефистофель, оборачивается у Блока «паршивым псом», олицетворяющим собой символ старого мира. (Стоит буржуй, как пёс голодный, Стоит безмолвный как вопрос. И старый мир, как пёс безродный, Стоит за ним, поджавши хвост). В научной литературе есть мнение, что «Александр Блок примеривал на себя судьбу Фауста, когда в день окончания „Двенадцати“ написал, что он гений».
Читая «Двенадцать» и некоторые одновременно написанные с ними газетные статьи Блока, даже его близкие и искренне сочувствующие ему старые друзья одновременно испытывали порой и удивление, и испуг, и даже полное неприятие неожиданной и полностью выдающейся из своего круга новой позиции поэта. Не раз Блок слышал от них и предостережения — и осуждение своему «левому повороту».

Читаю с трепетом Тебя. «Скифы» (стихи) — огромны и эпохальны, как Куликово поле… По-моему, Ты слишком неосторожно берёшь иные ноты. Помни — Тебе не «простят» «никогда»… Кое-чему из Твоих фельетонов в «Знамени труда» и не сочувствую: но поражаюсь отвагой и мужеством Твоим… Будь мудр: соединяй с отвагой и осторожность.— Андрей Белый, из письма Блоку от 17 марта 1918 г.
И словно отвечая на письмо Андрея Белого и подтверждая его опасения, в стихах Зинаиды Гиппиус, прямо обращённых к Блоку, мы можем увидеть те же самые слова: «Я не прощу, Душа твоя невинна. Я не прощу ей — никогда».
Нарастающая разруха, смута и нападения со всех сторон приводят Блока к углубляющемуся творческому кризису, депрессии и прогрессирующей болезни. После «Двенадцати» и «Скифов» (обе вещи были написаны в январе 1918 года) Блок как поэт замолчал. В конце июня 1920 года он сам сказал о себе: «Писать стихи забывший Блок…», а на все вопросы о своём молчании всякий раз отвечал коротко:

Все звуки прекратились… Разве вы не слышите, что никаких звуков нет?
Шум и грохот «мировой истории», с которого начиналась поэма «Двенадцать», постепенно затих, уступив место тишине, давящей тишине, а потом и мёртвой. В феврале 1919 года, во время антибольшевистских рабочих выступлений на заводах Петрограда, Блок (вместе с Евгением Замятиным и другими деятелями искусства, связанными с левыми эсерами) был арестован петроградской Чрезвычайной Комиссией. Его заподозрили в участии в антисоветском заговоре. Через день, после двух долгих допросов Блока всё же освободили, поскольку за него вступился Луначарский. Однако даже эти полтора дня тюрьмы надломили его. В 1920 году Блок записал в дневнике: «…под игом насилия человеческая совесть умолкает; тогда человек замыкается в старом; чем наглей насилие, тем прочнее замыкается человек в старом. Так случилось с Европой под игом войны, с Россией — ныне».

Поэма «Двенадцать», однако, успела пробить брешь в широкую толпу, ту толпу, которая никогда раньше Блока не читала. Поэму «Двенадцать» эта толпа опознала по слуху, как родственную ей по своей словесной конструкции, словесной фонетике, которую вряд ли можно было тогда назвать «книжной» и которая скорее приближалась к частушечной форме.
Несмотря на наступившее творческое молчание поэта, его популярность, благодаря «уличной» фонетике «Двенадцати», росла со дня на день.— Ю. П. Анненков «Воспоминания о Блоке».
И как бы в ответ Анненкову звучит голос той самой толпы и голос самого Блока из воспоминаний Корнелия Зелинского, позднее — известного литературного критика, но тогда — только двадцатилетнего юнца, вполне одержимого левыми идеями:

Ранней осенью 1918 года я встретил на Невском проспекте Александра Блока. Поэт стоял перед витриной продовольственного магазина, за стёклами которой висели две бумажные полосы. На них были ярко оттиснуты слова: на одной — «Мы на горе всем буржуям мировой пожар раздуем», а на другой — «Революцьонный держите шаг! неугомонный не дремлет враг!» Под каждой из этих строк стояла подпись: «Александр Блок». Поэт смотрел на эти слова, словно не узнавая их, круглыми спокойно-тревожными глазами, взор которых для меня всегда был полон содержания, привлекавшего к себе, но трудно объяснимого…
— Признаюсь, для нас радость и неожиданность, что и вы вошли в нашу борьбу, — по-мальчишески самоуверенно продолжал я, показывая на плакаты за витриной.
— Да, — смутился Блок, — но в поэме эти слова произносят или думают красногвардейцы. Эти призывы не прямо же от моего имени написаны, — и поэт будто с укоризной посмотрел на меня.

## Комментарии
1. ↑  Существуют, однако, некоторые сомнения относительно того, с истинным ли Колчаком встречался Ива́нов. Антон Сорокин, у которого, согласно воспоминаниям Ива́нова, и произошла встреча, был мастером на розыгрыши и шутки с разного рода подменами. Об этом писал, в частности, Леонид Мартынов, которому доводилось нередко встречать у Сорвачёва в Омске многих известных поэтов и писателей, и в то время, когда те достоверно находились в Москве. О встрече Иванова с Колчаком Мартынов высказался более чем определённо, заявив, что имел место трюк Сорвачёва[источник не указан 2364 дня].